# Jacques Cluzaud
 (octobre 2017).
Si vous disposez d'ouvrages ou d'articles de référence ou si vous connaissez des sites web de qualité traitant du thème abordé ici, merci de compléter l'article en donnant les références utiles à sa vérifiabilité et en les liant à la section « Notes et références ».
Pour les articles homonymes, voir Cluzaud.
Jacques Cluzaud est un réalisateur français de cinéma.
Après des études de droit puis de cinéma, Jacques Cluzaud est premier assistant réalisateur pendant les années 1980 sur des films comme Vaudeville, Flagrant désir, Bille en tête, Indochine ou Lumumba. Puis il passe à la réalisation, notamment sur des films en formats spéciaux pour le futuroscope de Poitiers. Il signe la réalisation des films le Peuple migrateur, Voyageurs du ciel et de la mer et Ωcéans aux côtés de Jacques Perrin.
Le 25 février 2011, il obtient avec Jacques Perrin le César du meilleur film documentaire lors de la 36e cérémonie des César pour Ωcéans.

## Filmographie
- 2001 : Le Peuple migrateur de Jacques Perrin, Jacques Cluzaud et Michel Debats (documentaire)
- 2004 : Voyageurs du ciel et de la mer de Jacques Perrin et Jacques Cluzaud (documentaire en double IMAX pour le Futuroscope)
- 2010 : Ωcéans (réalisateur avec Jacques Perrin)
- 2016 : Les Saisons (réalisateur avec Jacques Perrin)
- 2017 : Le Peuple des forêts (documentaire en 3 épisodes, réalisateur avec Jacques Perrin)